# Excite!!
- 関ジャニ∞ > SUPER EIGHTのライブ一覧 > 関ジャニ∞ X'masパーティー2004
- 関ジャニ∞ > Excite!!

『Excite!!』（エキサイト）は、2005年3月30日にテイチクレコードから発売された関ジャニ∞の1枚目のライブDVD。本作にも収録されたワンマンライブは『関ジャニ∞ X'masパーティー2004』（かんジャニエイト クリスマスパーティー2004）のタイトルで、2004年12月18日から12月25日まで大阪松竹座で開催された。

## 概要

### ワンマンライブ
- 本ライブは、2004年12月18日から同年12月25日まで関ジャニ∞のホームとなっている大阪・大阪松竹座にて全23公演で開催された、毎年恒例のX'masパーティー（ワンマンライブ）である[5][6][7]。
  - 同会場でライブを行うのは、同年8月に開催された舞台とライブを兼ねた公演『関ジャニ8 サマースペシャル2004 サマー・ストーム & スペシャルコンサート』以来、約4か月振りである[5]。
- 本ライブでは、デビュー曲「浪花いろは節」や自身初のアルバム『感謝=∞』の収録曲、クリスマスメドレーや三味線の演奏、メンバーの自作曲や漫才といった、ダンス・歌・バンド・トークなど様々なパフォーマンスが披露された[5][8]。
- 新たなオリジナル曲として「Heavenly Psycho」[8]や「大阪ロマネスク」が初披露された[6][注 2]。
- 本ライブでは、デビュー後初めて関ジャニ∞のオリジナルグッズが販売された[9]。

### 映像作品
- 自身初のライブ映像作品[3]。
- 本作発売後の2005年7月に内博貴が活動休止し、その後脱退したため[10]、8人体制で唯一のライブ映像作品となった。
- 本作は通常盤の1形態のみで発売。
- 本作には、2004年12月21日に開催された公演が収録されており、そのうちの2公演を1枚の作品に再編集して収録されている[4][11]。
- 本作の初回プレス分の特典DVDには、CDデビュー決定から、ユニバーサル・スタジオ・ジャパンでのXmasイベント『X'masイベントLIVE』など、本作の発売までの関ジャニ∞に密着したメイキング映像「関ジャニ∞ ミニ・ヒストリー」を収録[11]。

## 公演日程
| 年     | 月   | 日   | 開演時間 | 会場                 |
| ------ | ---- | ---- | -------- | -------------------- |
| 2004年 | 12月 | 18日 | 13:00    | 大阪松竹座（大阪府） |
| 2004年 | 12月 | 18日 | 15:30    | 大阪松竹座（大阪府） |
| 2004年 | 12月 | 18日 | 18:00    | 大阪松竹座（大阪府） |
| 2004年 | 12月 | 19日 | 13:00    | 大阪松竹座（大阪府） |
| 2004年 | 12月 | 19日 | 15:30    | 大阪松竹座（大阪府） |
| 2004年 | 12月 | 19日 | 18:00    | 大阪松竹座（大阪府） |
| 2004年 | 12月 | 20日 | 13:00    | 大阪松竹座（大阪府） |
| 2004年 | 12月 | 20日 | 15:30    | 大阪松竹座（大阪府） |
| 2004年 | 12月 | 20日 | 18:00    | 大阪松竹座（大阪府） |
| 2004年 | 12月 | 21日 | 13:00    | 大阪松竹座（大阪府） |
| 2004年 | 12月 | 21日 | 15:30    | 大阪松竹座（大阪府） |
| 2004年 | 12月 | 21日 | 18:00    | 大阪松竹座（大阪府） |
| 2004年 | 12月 | 22日 | 13:00    | 大阪松竹座（大阪府） |
| 2004年 | 12月 | 22日 | 15:30    | 大阪松竹座（大阪府） |
| 2004年 | 12月 | 22日 | 18:00    | 大阪松竹座（大阪府） |
| 2004年 | 12月 | 23日 | 13:00    | 大阪松竹座（大阪府） |
| 2004年 | 12月 | 23日 | 15:30    | 大阪松竹座（大阪府） |
| 2004年 | 12月 | 23日 | 18:00    | 大阪松竹座（大阪府） |
| 2004年 | 12月 | 24日 | 13:00    | 大阪松竹座（大阪府） |
| 2004年 | 12月 | 24日 | 15:30    | 大阪松竹座（大阪府） |
| 2004年 | 12月 | 24日 | 18:00    | 大阪松竹座（大阪府） |
| 2004年 | 12月 | 25日 | 10:30    | 大阪松竹座（大阪府） |
| 2004年 | 12月 | 25日 | 13:00    | 大阪松竹座（大阪府） |

## 販売形態
- 発売日：2005年3月30日
  - 通常盤：初回プレス分（TEBH-8：2DVD）
    - 特典DVD：「関ジャニ∞ ミニ・ヒストリー」封入

  - 通常盤（TEBH-8：DVD）
- 発売日：2015年7月1日
  - 通常盤：再発売（JABA-5208：DVD）
    - 自身の所属レコード会社を『テイチクエンタテインメント』から『INFINITY RECORDS』へ移籍したため、INFINITY RECORDSより再発売。

## チャート成績
- オリコンチャート
  - 2005年4月11日付の「オリコン週間 DVD総合ランキング」で週間1位を獲得した[1]。

## 収録内容

### 本編映像（セットリスト）
1. 浪花いろは節 (Trance Mix)
2. Cool magic city

〈DANCE〉
1. ブギウギ・メドレー
  1. 東京ブギウギ
  2. 三味線ブギー
  3. 東京ブギウギ
  4. ヴギウギ・キャット!
2. 〈ミュージカル・メドレー〉
  1. 旅人（バックバンド：大倉忠義）
  2. So BAD! / 丸山隆平・安田章大・内博貴（バックバンド：大倉忠義）
作詞：長谷川雄大
作曲：TSUKASA
  3. レクイエム ～宇宙の記憶～ / 横山裕・村上信五
作詞：TAKESHI
作曲：飯田建彦
  4. この星が輝く理由 / 渋谷すばる
作詞：久保田洋司
作曲：谷本新
  5. Do you agree?
  6. DREAMIN' BLOOD
  7. It's not over yet 〜終わりのない旅〜
作詞・作曲：Mattias Nordenling
日本語詞：近藤ナツコ
3. 浪花いろは節

〈MC-1〉
1. X'mas メドレー
  1. ホワイトクリスマス / 丸山隆平・安田章大・大倉忠義
  2. ジングルベル / 丸山隆平
  3. クリスマス・イブ / 安田章大
  4. サンタが町にやってくる / 横山裕・錦戸亮
  5. 赤鼻のトナカイ / 渋谷すばる
  6. CAN YOU FEEL THIS CHRISTMAS? / 村上信五・内博貴
2. 10年後の今日の日も

〈MC-2〉
1. All of me for you
2. Eden
3. Fighter / 丸山隆平・安田章大・大倉忠義・内博貴
作詞・作曲：オオヤギヒロオ
4. STANCE
作詞・作曲：永井真人
5. SLAVE
作詞・作曲：清水昭男
6. 口笛の向こう
作詞・作曲：TAKESHI
7. Heavenly Psycho
8. 浪花いろは節 (Winter Rock Mix)

〈エンドロール〉
- 10年後の今日の日も

### 特典映像

#### 全形態共通
| #         | タイトル                            | 作詞      | 作曲      | 時間  |
| --------- | ----------------------------------- | --------- | --------- | ----- |
| 1.        | 「手紙」(漫才 / 山田)               |           |           | 4:02  |
| 2.        | 「みかん」(三兄弟)                  | ユウ      | チパ      | 7:00  |
| 3.        | 「ONE」(すばるBAND)                 |           |           | 3:44  |
| 4.        | 「Back Stage」                      |           |           | 9:26  |
| 5.        | 「Heavenly Psycho」(マルチアングル) |           |           | 36:18 |
| 合計時間: | 合計時間:                           | 合計時間: | 合計時間: | 60:30 |

#### 初回プレス分
| #         | タイトル                                                                      | 作詞  | 作曲・編曲 | 時間 |
| --------- | ----------------------------------------------------------------------------- | ----- | ---------- | ---- |
| 1.        | 「浪花いろは節」(PV撮影メイキング)                                            |       |            | 5:26 |
| 2.        | 「「浪花いろは節」全国盤発売発表記者会見」                                    |       |            | 3:14 |
| 3.        | 「大握手会 in Zepp Osaka」                                                    |       |            | 1:54 |
| 4.        | 「『感謝=∞』レコーディング」                                                  |       |            | 4:11 |
| 5.        | 「「感謝 ni ∞ in 東京」東京国際フォーラム ホールA」(オフショット映像)         |       |            | 2:37 |
| 6.        | 「関ジャニ∞ クリスマス セレブレーション IN ユニバーサル・スタジオ・ジャパン」 |       |            | 6:50 |
| 合計時間: | 合計時間:                                                                     | 24:12 |            |      |

## 演出
- 本ライブでは、関ジャニ∞の新たな試みとして、安田と錦戸を中心に構成が考えられている[7]。
- メンバーはそれぞれメンバーカラーの、胸に大きく「関ジャニ8」とプリントされたTシャツを着用[7]。
- 演出コーナーでは、渋谷と村上（12月18日公演[7]）や丸山と安田（本作の特典映像）など、メンバーが漫才を披露した[7]。
- 本ライブでは三兄弟の新曲「みかん」が披露された[8]。
- 中盤のクリスマスメドレーでは、定番のクリスマスソングや関ジャニ∞のオリジナルクリスマスソング「10年後の今日の日も」などが披露された[8]。
- 本ライブでは、新たなオリジナル曲として「Heavenly Psycho」が初披露された[8]。
- 千秋楽公演のアンコールでは、「大阪ロマネスク」や「浪花いろは節」が披露された[6]。

## グッズ
※出典を参照。
| グッズタイトル                                 | 価格    |
| ---------------------------------------------- | ------- |
| ジャンボうちわ（個人8種）                      | 各500円 |
| クリアファイル（集合1種）                      | 500円   |
| ジャニーズJr.名鑑vol.13                        | 1,500円 |
| ジャニーズレインボーペンライト（ストラップ付） | 1,300円 |

本ライブのグッズは、ジャニーズJr.時代にうちわを販売したことはあったものの、関ジャニ∞としてデビューして初めてオリジナルグッズが制作された。
なお、当時のグッズはメンバーで考えるのではなく、スタッフに一任していたという。

## CD未収録曲

### So BAD!
『So BAD!』（ソー バッド）は、関ジャニ∞の楽曲。
2022年9月現在、CD未収録である。

#### クレジット（So BAD!）
- 作詞：長谷川雄大
- 作曲：TSUKASA
- 作品コード[注 6]：104-8479-5

#### 収録作品（So BAD!）
ライブ映像
- 本項『Excite!!』

### レクイエム
『レクイエム〜宇宙の記憶〜』（レクイエム うちゅうのきおく）は、関ジャニ∞の楽曲。
2022年9月現在、CD未収録である。

#### クレジット（レクイエム）
- 作詞：TAKESHI
- 作曲：飯田建彦
- 作品コード[注 6]：104-8489-2

#### 収録作品（レクイエム）
ライブ映像
- 本項『Excite!!』

### この星が輝く理由
『この星が輝く理由』（このほしがかがやくりゆう）は、渋谷すばるの楽曲。
2022年9月現在、CD未収録である。

#### クレジット（この星が輝く理由）
- 作詞：久保田洋司
- 作曲：谷本新
- 作品コード[注 6]：104-8435-3

#### 収録作品（この星が輝く理由）
ライブ映像
- 本項『Excite!!』
- 4thライブDVD『47』

### It's not over yet
『It's not over yet〜終わりのない旅〜』（イッツ ノット オーバー イェット おわりのないたび）は、関ジャニ∞の楽曲。
2022年9月現在、CD未収録である。

#### クレジット（It's not over yet）
- 作詞・作曲：Mattias Nordenling
- 日本語詞：近藤ナツコ

#### 収録作品（It's not over yet）
ライブ映像
- 本項『Excite!!』

### Fighter
『Fighter』（ファイター）は、関ジャニ∞の楽曲。
2022年9月現在、CD未収録である。

#### クレジット（Fighter）
- 作詞・作曲：オオヤギヒロオ
- 作品コード[注 6]：111-4938-8

#### 収録作品（Fighter）
ライブ映像
- 本項『Excite!!』

### STANCE
『STANCE』（スタンス）は、関ジャニ∞の楽曲。
2022年9月現在、CD未収録である。

#### クレジット（STANCE）
- 作詞・作曲：永井真人
- 作品コード[注 6]：104-8439-6

#### 収録作品（STANCE）
ライブ映像
- 本項『Excite!!』
- 2ndライブDVD『Spirits!!』

### SLAVE
『SLAVE』（スレイヴ）は、関ジャニ∞の楽曲。
2022年9月現在、CD未収録である。

#### クレジット（SLAVE）
- 作詞・作曲：清水昭男
- 作品コード[注 6]：111-3707-0

#### 収録作品（SLAVE）
ライブ映像
- 本項『Excite!!』

### 口笛の向こう
『口笛の向こう』（くちぶえのむこう）は、関ジャニ∞の楽曲。
2022年9月現在、CD未収録である。

#### クレジット（口笛の向こう）
- 作詞・作曲：TAKESHI
- 作品コード[注 6]：119-1442-4

#### 収録作品（口笛の向こう）
ライブ映像
- 本項『Excite!!』
- 2ndライブDVD『Spirits!!』
- 3rdライブDVD『Heat up!』

### みかん
『みかん』は、三兄弟（横山裕・渋谷すばる・安田章大）の楽曲。
2021年に10thアルバム『8BEAT』に横山のセルフカバーが収録されたが、原曲は2022年9月現在、CD未収録である。
1stアルバム『KJ1 F・T・O』の通常盤初回プレス分に付属している、三兄弟の『オリジナルジャケット』内の「三兄弟の軌跡」によると、2004年の冬に制作され、三兄弟初のバラード曲となっている。

#### クレジット（みかん）
- 作詞：ユウ
- 作曲：チパ
- 編曲：ばる[8]
- 作品コード[注 6]：160-3744-8

#### 収録作品（みかん）
ライブ映像
- 本項『Excite!!』
- 20thライブDVD/Blu-ray『KANJANI'S Re:LIVE 8BEAT』(初回限定盤 特典DVD/Blu-ray)

※横山がソロで披露。